# Royal Entomological Society of London
Die Royal Entomological Society of London, früherer Name Entomological Society of London, ist eine wissenschaftliche Gesellschaft, die sich dem Studium der Insekten widmet. Sie hat ein international führende Rolle bei der Erforschung von Insekten, der Verbreitung und Veröffentlichung von Informationen über Insekten und für die Kommunikation zwischen den Entomologen weltweit.
Die Gesellschaft wurde 1833 gegründet als Entomological Society of London. Sie hatte mehrere Vorläufer beginnend mit der Society of Entomologists of London.

## Gründungsgeschichte
Die Gründung der Gesellschaft begann mit einem Treffen von „gentlemen and friends of entomological science“, am 3. Mai 1833 im Britischen Museum auf Einladung von Nicholas Aylward Vigors unter dem Vorsitz von John George Children. Anwesend waren Reverend Frederick William Hope, William Yarrell, John Edward Gray, James Francis Stephens, Thomas Horsfield, George Thomas Rudd (* um 1795; † 1847) und George Robert Gray. Briefe von Adrian Hardy Haworth, George Bennett (1804–1893) und John Curtis wurden verlesen, die die Veranstaltung begrüßten und ihr Anliegen unterstützten.
Die Anwesenden gründeten die Gesellschaft zur Förderung der Wissenschaft der Entomologie in allen ihren Zweigen und unter dem Namen „Entomological Society of London“. J.G. Children, F.W. Hope, J.F. Stephens, W. Yarrell und G. Rudd wurden in den Vorstand gewählt, mit George Robert Gray als Sekretär. J. G. Children wurde zum ersten Präsidenten gewählt und William Kirby zum Ehrenvorsitzenden auf Lebenszeit. In einer weiteren Sitzung wahrscheinlich am 2. Mai 1833, trafen sich die Mitglieder in der Thatched house Tavern, in der St James’ S Street. Während des Treffens wurde George Robert Waterhouse zum Verwalter der Bibliothek und der Akten bestimmt. Außerdem wurden folgende ausländischen Mitglieder hinzugewählt: Johann Christoph Friedrich Klug, Wilhem de Haan, Victor Audouin, Johann Ludwig Christian Carl Gravenhorst, Christian Rudolph Wilhelm Wiedemann, Carl Eduard Hammerschmidt und Alexandre Louis Lefèbvre de Cérisy (1798–1867). William Blundell Spence (1814–1900), der Sohn von William Spence, wurde mit der Aufgabe betraut den Kontakt mit den anderen europäischen Entomologen zu halten.

## Präsidenten
- 1833–1834: John George Children (1777–1852)
- 1835–1836: Frederick William Hope (1797–1862)
- 1837–1838: James Francis Stephens (1792–1852)
- 1839–1840: Frederick William Hope (1797–1862)
- 1841–1842: William Wilson Saunders (1809–1879)
- 1843–1844: George Newport (1803–1854)
- 1845–1846: Frederick William Hope (1797–1862)
- 1847–1848: William Spence (1783–1860)
- 1849–1850: George Robert Waterhouse (1810–1888)
- 1852–1853: John Obadiah Westwood (1805–1893)
- 1853–1854: Edward Newman (1801–1876)
- 1855–1856: John Curtis (1791–1862)
- 1856–1857: William Wilson Saunders (1809–1879)
- 1858–1859: John Edward Gray (1800–1875)
- 1860–1861: John William Douglas (1814–1905)
- 1862–1863: Frederick Smith (1805–1879)
- 1864–1865: Francis Polkinghorne Pascoe (1813–1893)
- 1866–1867: John Lubbock, 1. Baron Avebury (1834–1913)
- 1868–1869: Henry Walter Bates (1825–1892)
- 1870–1871: Alfred Russel Wallace (1823–1913)
- 1874–1875: William Wilson Saunders (1809–1879)
- 1878: Henry Walter Bates (1825–1892)
- 1879–1880: John Lubbock, 1. Baron Avebury (1834–1913)
- 1881–1882: Henry Tibbats Stainton (1822–1892)
- 1883–1884: Joseph William Dunning (1833–1897)
- 1885–1886: Robert McLachlan (1837–1904)
- 1887–1888: David Sharp (1840–1922)
- 1889–1890: Lord Thomas de Grey Walsingham (1843–1919)
- 1891–1892: Frederick DuCane Godman (1834–1919)
- 1893–1894: Henry John Elwes (1846–1922)
- 1895–1896: Raphael Meldola (1849–1915)
- 1897–1898: Roland Trimen (1840–1916)
- 1899–1900: George Henry Verrall (1848–1911)
- 1901–1902: William Weekes Fowler (1849–1923)
- 1903–1904: Edward Bagnall Poulton (1856–1943)
- 1905–1906: Frederick Merrifield (1831–1924)
- 1907–1908: Charles Owen Waterhouse (1843–1917)
- 1909–1910: Frederick Augustus Dixey (1855–1935)
- 1911–1912: Francis David Morice (1849–1926)
- 1913–1914: George Thomas Bethune-Baker (1857–1944)
- 1915–1916: Nathaniel Charles Rothschild (1877–1923)
- 1917–1918: Charles Joseph Gahan (1862–1939)
- 1919–1920: James John Walker (1851–1939)
- 1921–1922: Walter Rothschild, 2. Baron Rothschild (1868–1937)
- 1923–1924: Edward Ernest Green (1861–1949)
- 1927–1928: James Edward Collin (1876–1968)
- 1929–1930: Heinrich Ernst Karl Jordan (1861–1959)
- 1931–1932: Harry Eltringham (1873–1941)
- 1933–1934: Edward Bagnall Poulton
- 1934–1935: Sheffield Airey Neave
- 1936–1937: Augustus Daniel Imms
- 1938–1939: John Claud Fortescue Fryer
- 1940–1941: Kenneth Gloyne Blair
- 1942–1943: Patrick Alfred Buxton
- 1943–1944: Edward Alfred Cockayne
- 1945–1946: Geoffrey Douglas Hale Carpenter
- 1947–1948: Carrington Bonsor Williams
- 1949–1950: Vincent Wigglesworth
- 1951–1952: Norman Denbigh Riley
- 1953–1954: Patrick Alfred Buxton
- 1955–1956: Wilfrid John Hall
- 1957–1958: Owain Westmacott Richards
- 1959–1960: Boris Petrovitch Uvarov
- 1961–1962: George Copley Varley
- 1963–1964: Vincent Wigglesworth
- 1965–1966: Eric Omar Pearson
- 1967–1968: John Stodart Kennedy
- 1969–1970: Howard Everest Hinton
- 1971–1972: Colin Gasking Butler
- 1973–1974: Anthony David Lees
- 1975–1976: Donald Livingston Gunn
- 1977–1978: John David Gillett
- 1979–1980: Reginald Charles Rainey
- 1981–1982: Helmut Fritz van Emden
- 1983–1984: Richard Southwood
- 1985–1986: Trevor Lewis
- 1987–1988: Victor Frank Eastop
- 1989–1990: Jack P. Dempster
- 1991–1992: Cyril Clarke
- 1993–1994: Miriam Rothschild
- 1995–1996: Robert S. Lane
- 1997–1998: Walter M. Blaney
- 1999–2000: Roger L. Blackman
- 2001–2002: Michael Claridge
- 2002–2004: Christopher Peter Haines
- 2004–2006: Hugh Loxdale
- 2006–2008: Jim Hardie
- 2008–2010: Linda M. Field
- 2010–2012: Stuart Edward Reynolds
- 2012–2014: Jeremy A. Thomas
- 2014–2016: John A. Pickett
- 2016–2018: Michael Hassell
- 2018–2020: Chris D. Thomas
- 2020–    : Helen Roy

## Berühmte Mitglieder
- Alexander Henry Haliday
- John Curtis
- Francis Walker
- Robert McLachlan
- Charles Darwin
- Miriam Rothschild
- Victor Antoine Signoret
- Carl August Dohrn
- Carl B. Huffaker
- Doug Waterhouse
- Charles Thomas Bingham